# Páni z Ronova a Přibyslavi
Páni z Ronova a Přibyslavi byli starý český šlechtický rod, který patřil do rozrodu severočeských Ronovců. Jsou doloženi v období od 13. do 16. století, jejich statky se nacházely převážně na Moravě, v okolí Žďáru nad Sázavou.

## Historie rodu
Zakladatelem rodu byl Častolov (Čeněk) z Ronova, syn Jindřicha ze Žitavy. Byl mladším bratrem známějšího Smila z Lichtenburka, takže Lichtenburkové byli nejbližšími příbuznými pánů z Ronova. Jednotliví členové rodu používali podle svých sídel různé predikáty, podle hlavních sídel jsou v moderní době označováni jako páni z Ronova a Přibyslavi. Častolov měl syny Hynka a Čeňka a dceru Anežku, která se provdala za Beneše z Vartenberka. Potomci mladšího Čeňka užívali přídomek z Borové, od staršího Hynka pocházejí hlavní větev letovická (drželi Ronov, Přibyslav a Letovice) a vedlejší větve zvolská (ze Zvole) a osovská (z Osového). K panstvím pánů z Ronova patřily také Branišov, Borotín a Mitrov.
Páni z Ronova podporovali cisterciácký klášter ve Žďáru nad Sázavou, jehož kostel Nanebevzetí Panny Marie se i pro mnohé z nich stal místem posledního odpočinku. Svůj zájem věnovali také ženskému klášteru v Pohledu, v němž byly pochovány některé ženy z tohoto rodu. Zůstali většinou věrnými katolíky i v husitské době. Proti husitům aktivně vystupovali bratři Hynek a Čeněk z letovické větve. Čeněk se podílel na masakru husitů v Chotěboři v roce 1421, v roce 1424 pak husité vedení Janem Žižkou dobyli a vypálili Čeňkův Ronov i Přibyslav (nedaleko Přibyslavi Jan Žižka zemřel). Jan Hlaváč z Ronova a Mitrova ze zvolské větve se přidal k husitům a bojoval na jejich straně v bitvě u Tachova.
Poslední prokazatelně známý příslušník pánů z Ronova byl Hlaváčův vnuk Hynek Šturm, zmiňovaný roku 1537; v té době byl již rod značně zchudlý.
Není jisté, zda z tohoto rodu pocházeli i Křinečtí z Ronova. Mohli být potomky jiných pánů erbu ostrve, kteří se koncem 14. století oddělili od pánů z Klinštejna a používali rovněž predikát z Ronova. (Ti získali od Václava IV. do zástavy Vožici, o niž dvakrát s husity sváděli boje.)